# Georges Coutelen
Georges Coutelen (né en 1914 et décédé en 1987) est un clarinettiste classique français ayant fait carrière en Suisse. 
Il a fait carrière comme soliste en Suisse et a notamment travaillé comme première clarinette avec l'orchestre symphonique de Winterthour (Musikkollegium),.
Il se produit sous la direction de Paul Sacher à Winterthur (Zusammengestellt  aus  FS  MKW  II, S. 303, 356f.; Programmzetteln, CH-Wmka.) :
- 20 décembre 1944 : Solistes:  Rudolf am Bach (de) (piano), Egon Parolari (de) (hautbois), Georges Coutelen (clarinette), André Eby (basson), Hans Will (cor)
  - Willy Burkhard :  Sinfonie  in einem  Satz, op. 73
  - Bohuslav Martinů :  Doppelkonzert  für zwei  Streichorchester, Klavier und Pauken, H  271
  - Wolfgang Amadeus Mozart : Konzertante  Sinfonie für Oboe, Klarinette, Horn, Fagott  und Orchester, Es-Dur, KV  297b
- 07 novembre 1951 : Soliste:  Georges  Coutelen (clarinette)
  - Arthur Honegger : Suite  archaïque pour orchestre, H  203
  - Sandor Veress :  Vier transsylvanische  Tänze
  - Wolfgang Amadeus Mozart :  Konzert  für Klarinette  und Orchester, A-Dur, KV  622
  - Joseph Haydn :  Sinfonie  Nr. 67, F-Dur, Hob I:67

En 1944, ses solos de clarinette dans une ouverture d'Offenbach sont remarqués par la presse locale lors du festival de musique de Gstaad.
À Winterthur, il a enseigné la clarinette à de nombreux élèves comme Harald Strebel (de).

## Enregistrements
- Max Reger : Quintette pour clarinette et cordes en la majeur, Opus 146, avec Georges Coutelen, The Winterthur String Quartet, (USA / LP / Mono / Concert Hall CHS1244 / Rec 1949 ou 1953)
- Jacques Ibert : Histoires... pour piano / 5 pièces en trio pour hautbois, clarinette et basson / 3 pièces brèves / Fidelio pour quintette à vent, par André Lardrot (hautbois), Georges Coutelen (clarinette), Henri Bouchet (basson), André Jaunet (flûte), Roger Chevalier (cor)
- Charles Gounod, Petite Symphonie pour une flûte, deux hautbois, deux clarinettes, deux cors et deux bassons, membres de l'Orchestre Symphonique de Winterthur, dirigé par Victor Desarzens (Concert Hall Society, release F-2, disque 33 tours, 1951-1952)[5]